# Cristian Castro
Cristian Sáez Valdes Castro (Città del Messico, 8 dicembre 1974) è un cantante e attore messicano.
È figlio di Verónica Castro. 
È noto in Italia grazie al duetto con il cantante napoletano Gigi D'Alessio nel singolo Abre tus brazos, versione spagnola del successo Apri le braccia.

## Discografia

### Album
- 1992 – Agua nueva
- 1993 – Un segundo en el tiempo
- 1994 – El camino del alma
- 1996 – El deseo de oír tu voz
- 1997 – Lo mejor de mí
- 1999 – Mi vida sin tu amor
- 2001 – Azul
- 2003 – Amar es
- 2004 – Hoy quiero soñar
- 2005 – Días felices
- 2007 – El indomable
- 2009 – El culpable soy yo
- 2010 – Viva el Príncipe
- 2011 – Mi amigo el príncipe
- 2016 – Dicen...
- 2018 – Mi tributo a Juan Gabriel

### Raccolte
- 1996 – Exitos
- 1997 – Mis mejores momentos: Para coleccioni
- 2002 – Grandes éxitos
- 2005 – Nunca voy a olvidarte... los éxitos
- 2013 – Primer amor los éxitos